# Maciej Michalski (literaturoznawca)
Maciej Adam Michalski (ur. 1970) – polski historyk i teoretyk literatury, doktor habilitowany nauk humanistycznych, profesor uczelni na Uniwersytecie Gdańskim.

## Życiorys
W 1995 ukończył studia polonistyczne na Uniwersytecie Gdańskim. Doktoryzował się w 1999 na macierzystej uczelni na podstawie dysertacji: Literatura jako sposób filozofowania (wybrane zjawiska polskiej prozy XX wieku), której promotorem była dr hab. Małgorzata Książek-Czermińska. Stopień naukowy doktora habilitowanego uzyskał w 2011 na UG w oparciu o pracę pt. Filozof jako pisarz. Kołakowski – Skarga – Tischner.
Jako nauczyciel akademicki związany z Uniwersytetem Gdańskim, na którym objął stanowisko profesora uczelni. W 2012 został kierownikiem Katedry (następnie Zakładu) Teorii Literatury i Krytyki Artystycznej. W latach 2012–2016 pełnił funkcję zastępcy dyrektora do spraw nauki Instytutu Filologii Polskiej, zaś w kadencji 2016–2020 był dziekanem Wydziału Filologicznego.
W 2015 został ekspertem Centralnej Komisji Egzaminacyjnej do spraw egzaminów z języka polskiego. W latach 2015–2019 był członkiem rady naukowej CKE.
Specjalizuje się w historii literatury XX w. i teorii literatury. Opublikował dwie książki i ok. 50 artykułów naukowych. Wypromował dwóch doktorów. W 2002 otrzymał I nagrodę w Konkursie Fundacji im. Konrada i Marty Górskich na pracę doktorską z dziedziny humanistyki.